# Rolf Vallerö
Rolf Anders Teofil Vallerö, född 29 januari 1926 i Käringöns församling, Göteborgs och Bohus län, död 16 augusti 1985, var en svensk arkivarie. 
Vallerö, som var son till skeppare Anders Vallerö och pensionatsinnehavare Gertrud Rosén, blev filosofie licentiat vid Stockholms universitet 1959 och filosofie doktor 1969. Han anställdes på Riksarkivet 1957, blev utredningsman på handelsdepartementet 1959, extra ordinarie arkivarie på Riksarkivet 1963, förste arkivarie och chef arkivet på Statistiska centralbyrån 1967, sektionschef på Riksarkivet 1970 och var stadsarkivarie i Stockholm från 1980. Han var styrelseledamot i föreningen Stockholms företagsminnen från 1980, i Svenska arkivsamfundet från 1981 (vice ordförande från 1983). Han invaldes som ledamot av  Kungliga Samfundet för utgivande av handskrifter rörande Skandinaviens historia 1973. Han skrev bland annat Svensk handels- och sjöfartsstatistik 1637–1813 (doktorsavhandling, 1969) och artiklar i Svenskt biografiskt lexikon.